# Kabinett Recean
Das Kabinett Recean bildet seit dem 16. Februar 2023 die Regierung von Moldau. Es folgte dem Kabinett Gavrilita von Ministerpräsidentin Natalia Gavrilita, die zuvor zurückgetreten war.

## Kabinettsmitglieder
| Amt                                                              | Bild | Name                                                 | Partei    |
| ---------------------------------------------------------------- | ---- | ---------------------------------------------------- | --------- |
| Ministerpräsident                                                |      | Dorin Recean                                         | Parteilos |
| stellvertretende Ministerpräsidenten                             |      | Nicu Popescu (bis 29. Januar 2024)                   | Parteilos |
| stellvertretende Ministerpräsidenten                             |      | Mihai Popșoi (ab 29. Januar 2024)                    | PAS       |
| stellvertretende Ministerpräsidenten                             |      | Dumitru Alaiba (bis 14. März 2025)                   | PAS       |
| stellvertretende Ministerpräsidenten                             |      | Doina Nistor (ab 14. März 2025)                      | Parteilos |
| stellvertretende Ministerpräsidenten                             |      | Vladimir Bolea                                       | PAS       |
| Stellvertretende Ministerpräsidentin für europäische Integration |      | Cristina Gherasimov (seit 5. Februar 2024)           | Parteilos |
| Stellvertretender Ministerpräsident für Wiedereingliederung      |      | Oleg Serebrian                                       | Parteilos |
| Minister/in für Landwirtschaft und Lebensmittelindustrie         |      | Vladimir Bolea (bis 19. November 2024)               | PAS       |
| Minister/in für Landwirtschaft und Lebensmittelindustrie         |      | Ludmila Catlabuga (seit 19. November 2024)           | Parteilos |
| Minister für Kultur                                              |      | Sergiu Prodan                                        | Parteilos |
| Minister für Verteidigung                                        |      | Anatolie Nosatîi                                     | Parteilos |
| Minister/in für wirtschaftliche Entwicklung und Digitalisierung  |      | Dumitru Alaiba (bis 14. März 2025)                   | PAS       |
| Minister/in für wirtschaftliche Entwicklung und Digitalisierung  |      | Doina Nistor (ab 14. März 2025)                      | Parteilos |
| Minister für Bildung und Forschung                               |      | Anatolie Topală (bis 14. Juli 2023)                  | Parteilos |
| Minister für Bildung und Forschung                               |      | Dan Perciun (seit 17. Juli 2023)                     | PAS       |
| Minister für Energie                                             |      | Victor Parlicov (bis 5. Dezember 2024)               | Parteilos |
| Minister für Energie                                             |      | Dorin Recean (5. Dezember 2024 bis 19. Februar 2025) | Parteilos |
| Minister für Energie                                             |      | Dorin Junghietu (seit 19. Februar 2025)              | Parteilos |
| Minister/in für Umwelt                                           |      | Rodica Iordanov (bis 13. März 2024)                  | Parteilos |
| Minister/in für Umwelt                                           |      | Sergiu Lazarencu (seit 14. März 2024)                | PAS       |
| Minister/in für Finanzen                                         |      | Veronica Sirețeanu (bis 27. September 2023)          | Parteilos |
| Minister/in für Finanzen                                         |      | Petru Rotaru (28. September 2023 bis 31. Juli 2024)  | Parteilos |
| Minister/in für Finanzen                                         |      | Victoria Belous (seit 31. Juli 2024)                 | Parteilos |
| Minister für Auswärtige Angelegenheiten                          |      | Nicu Popescu (bis 29. Januar 2024)                   | Parteilos |
| Minister für Auswärtige Angelegenheiten                          |      | Mihai Popșoi (seit 29. Januar 2024)                  | PAS       |
| Ministerin für Gesundheit                                        |      | Ala Nemerenco                                        | Parteilos |
| Minister für Infrastruktur und regionale Entwicklung             |      | Lilia Dabija (bis 14. Juli 2023)                     | Parteilos |
| Minister für Infrastruktur und regionale Entwicklung             |      | Andrei Spînu (17. Juli 2023 bis 11. November 2024)   | PAS       |
| Minister für Infrastruktur und regionale Entwicklung             |      | Vladimir Bolea (ab 19. November 2024)                | PAS       |
| Minister/in für Innere Angelegenheiten                           |      | Ana Revenco (bis 14. Juli 2023)                      | Parteilos |
| Minister/in für Innere Angelegenheiten                           |      | Adrian Efros (17. Juli 2023 bis 19. November 2024)   | Parteilos |
| Minister/in für Innere Angelegenheiten                           |      | Daniella Misail-Nichitin (ab 19. November 2024)      | Parteilos |
| Minister für Justiz                                              |      | Veronica Mihailov-Moraru                             | Parteilos |
| Minister für Arbeit und Sozialschutz                             |      | Alexei Buzu                                          | Parteilos |
| Gouverneurin von Gagausien                                       |      | Irina Vlah (bis 19. Juli 2023)                       | Parteilos |
| Gouverneurin von Gagausien                                       |      | Evghenia Guțul (seit 19. Juli 2023)                  | Victory   |